# Теорема Лиувилля об интеграле уравнения Гамильтона — Якоби
Теорема Лиувилля об интеграле уравнения Гамильтона — Якоби — утверждение о достаточных условиях интегрируемости в квадратурах (существования решения в виде комбинации элементарных функций и интегралов от них)
уравнения Гамильтона — Якоби.

## Формулировка
Если в голономной системе с {\displaystyle s} степенями свободы кинетическая энергия {\displaystyle T}
имеет вид
{\displaystyle T={\frac {1}{2}}f\sum _{m=1}^{s}A_{m}(q_{m}){\dot {q}}_{m}^{2}}
и потенциальная энергия {\displaystyle \Pi } имеет вид
{\displaystyle \Pi ={\frac {1}{f}}\sum _{m=1}^{s}\Pi _{m}(q_{m})},
где {\displaystyle f=\sum _{m=1}^{s}F_{m}(q_{m})}, то интегрирование уравнения Гамильтона—Якоби приводит к квадратурам (решение можно представить в виде комбинации
элементарных функций и интегралов от них).

## Доказательство
Функция Гамильтона для условий теоремы имеет вид:
{\displaystyle H=T+\Pi ={\frac {1}{2}}f\sum _{m=1}^{s}A_{m}(q_{m}){\dot {q}}_{m}^{2}+{\frac {1}{f}}\sum _{m=1}^{s}\Pi _{m}(q_{m})=h}.
Обобщенные импульсы равны
{\displaystyle p_{m}={\frac {\partial T}{\partial {\dot {q}}_{m}}}=fA_{m}(q_{m}){\dot {q}}_{m}}.
С учётом этого функция Гамильтона:
{\displaystyle H={\frac {1}{f}}\sum _{m=1}^{s}\left[{\frac {p_{m}^{2}}{2A_{m}(q_{m})}}+\Pi _{m}(q_{m})\right]=h}.
Произведем замену {\displaystyle p_{m}={\frac {\partial W}{\partial q_{m}}}}. Уравнение Гамильтона — Якоби примет вид:
{\displaystyle \sum _{m=1}^{s}\left[{\frac {1}{2A_{m}(q_{m})}}\left({\frac {\partial W}{\partial q_{m}}}\right)^{2}+\Pi _{m}(q_{m})-hF_{m}(q_{m})\right]=0}.
Будем искать полный интеграл этого уравнения в виде:
{\displaystyle W=W_{1}(q_{1})+W_{2}(q_{2})+...+W_{s}(q_{s})}.
Уравнение Гамильтона — Якоби примет вид:
{\displaystyle \sum _{m=1}^{s}\left[{\frac {1}{2A_{m}(q_{m})}}\left({\frac {\partial W_{m}}{\partial q_{m}}}\right)^{2}+\Pi _{m}(q_{m})-hF_{m}(q_{m})\right]=0\qquad (1)}
Каждое слагаемое левой части этого уравнения зависит только от одной обобщённой координаты {\displaystyle q_{m}}, поэтому можно применить метод разделения переменных. Это уравнение выполняется, если каждое из слагаемых равно постоянной величине:
{\displaystyle {\frac {1}{2A_{m}(q_{m})}}\left({\frac {\partial W_{m}}{\partial q_{m}}}\right)^{2}+\Pi _{m}(q_{m})-hF_{m}(q_{m})=\alpha _{m}},
причем должно выполняться условие {\displaystyle \alpha _{1}+\alpha _{2}+...\alpha _{s}=0}. Каждое из уравнений (1) является дифференциальным уравнением первого порядка, интегрирование которого сводится к квадратуре:
{\displaystyle W_{m}=\int {\sqrt {2A_{m}(q_{m})\left[\alpha _{m}+hF_{m}(q_{m})-\Pi _{m}(q_{m})\right]}}dq_{m}}.
Таким образом, полный интеграл уравнения Гамильтона — Якоби равен:
{\displaystyle W=\sum _{m=1}^{s}\int {\sqrt {2A_{m}(q_{m})\left[\alpha _{m}+hF_{m}(q_{m})-\Pi _{m}(q_{m})\right]}}dq_{m}}
Этот интеграл содержит {\displaystyle s} произвольных постоянных {\displaystyle h,\alpha _{1},\alpha _{2},...,\alpha _{s-1}} и постоянную {\displaystyle \alpha _{s}=-(\alpha _{1}+\alpha _{2}+...+\alpha _{s-1})}